# Radvaň nad Laborcom
Radvaň nad Laborcom (węg. Laborcradvány) – wieś (obec) na Słowacji, w kraju preszowskim, w powiecie Medzilaborce. Miejscowość położona jest w historycznym kraju Zemplin. Lokowana w roku 1440.